# ماريا فرناندا موريلو
ماريا فرناندا موريلو (بالإسبانية: María Fernanda Murillo) هي منافسة ألعاب القوى كولومبية، ولدت في 21 يناير 1999.

## وصلات خارجية
- ماريا فرناندا موريلو على موقع الاتحاد الدولي لألعاب القوى (الإنجليزية)